# Manuel Sucher
Manuel Bernardo Sucher (* 31. Januar 1913 in Rosario; † 5. April 1971 in Buenos Aires) war ein argentinischer Tangopianist und -komponist.

## Leben
Sucher, dessen Familie 1901 aus Odessa nach Argentinien eingewandert war, erhielt in seiner Jugend eine Violinausbildung und sollte eine Laufbahn als klassischer Geiger einschlagen. Er erlernte jedoch autodidaktisch das Klavierspielen, trat in seiner Jugend als Stummfilmpianist auf und gründete 1930 eine Gruppe mit dem Bandoneonisten Félix Lipesker. 1932 ging er nach Buenos Aires und begleitete dort zunächst die Sängerin Fanny Loy bei ihren Auftritten bei Radio Belgrano am Klavier. Er trat dann mit dem Orchester Anselmo Aietas im Teatro Nacional auf, wechselte später zu Antonio Arcieris Los Matreros und Mitte der 1940er Jahre zu Ebe Bedrunes La Mujer Tango. Danach arbeitete er vorwiegend als Begleiter von Sängern wie Carmen Del Moral und wandte sich verstärkt der Komposition zu.

## Kompositionen
- Como el hornero (Text von José Rótulo, aufgenommen von Ángel D’Agostino mit Ángel Vargas und von Pedro Laurenz mit Alberto Podestá)
- En carne propia (Text von Carlos Bahr, aufgenommen von Aníbal Troilo mit Alberto Marino und von María de la Fuente)
- Nada más que un corazón (Text von Carlos Bahr, aufgenommen von Osvaldo Pugliese mit Roberto Chanel und von Aníbal Troilo mit Alberto Marino)
- Seis días (aufgenommen Francisco Fiorentino mit Astor Piazzolla und von Miguel Caló mit Raúl Iriarte)
- Dónde estás (Text von Carlos Bahr)
- Noche de locura (Text von Carlos Bahr, aufgenommen von Charlo, Ángel Vargas und von Miguel Caló mit Alberto Podestá)
- Prohibido (Text von Carlos Bahr)
- Precio
- Muriéndome de amor
- Qué me importa tu pasado (Text von Roberto Giménez)
- Decime, Dios, dónde estás (Text von Tita Merello)
- Señor de la amargura (Text von Zelmar Gueñol)
- Para el recuerdo (A Fiore) (instrumental, aufgenommen von Carlos Figari)